# Otto Esser
Otto Esser (* 1. Juni 1917 in Düren; † 28. November 2004 in Erlenbach am Main) war ein deutscher Manager und Funktionär. Von 1977 bis 1986 war er Arbeitgeberpräsident.

## Leben
Esser war zunächst im Handelsunternehmen seines Vaters tätig. Im Jahre 1942 trat er in die Werksleitung der Enka Glanzstoff AG in Wuppertal ein. Nach 30 Jahren wechselte er 1972 in die Chemie- und Pharmafirma Merck in Darmstadt als persönlich haftender Gesellschafter.
Von 1965 bis 1978 war Esser Vorstandsvorsitzender im Arbeitsring der Arbeitgeberverbände der Chemischen Industrie in Bayern.
Esser übernahm kommissarisch die Nachfolge von Hanns Martin Schleyer, nachdem dieser von der RAF ermordet worden war. Am 16. März 1978 wurde er zum BDA-Präsidenten gewählt und behielt diese Stellung bis zum 10. Dezember 1986. Sein Nachfolger war Klaus Murmann. Esser blieb von 1986 bis zu seinem Tod BDA-Ehrenpräsident. Ebenso war er Ehrenmitglied im christlich-konservativen Studienzentrum Weikersheim.
Ein Urteil des Bundesverfassungsgerichtes aus dem Jahre 1979 zum Mitbestimmungsgesetz kommentierte Esser so:

„Das Bundesverfassungsgericht hat festgestellt, dass das Mitbestimmungsgesetz mit dem Grundgesetz vereinbar ist, und wir werden diese Entscheidung selbstverständlich respektieren. Wegen der in dem Urteil vorgenommenen Grenzziehungen kann die Entscheidung nicht als verfassungsrechtliche Unbedenklichkeitsbescheinigung für weitergehende gewerkschaftliche Mitbestimmungsvorstellungen verstanden werden.“

Dies ist noch heute im Wesentlichen der Stand der gesellschaftspolitischen Auseinandersetzung über die Mitbestimmungspolitik der Gewerkschaften in Unternehmen.
Der frühere BDA-Präsident Dieter Hundt bezeichnete Esser als „Mann, der energisch seine Interessen vertrat, aber die andere Seite immer als Partner verstand“.
Otto Esser galt als exzellenter Kenner der Städte, Burgen und Ruinen am Rhein.

## Ehrungen
- 1981: Großes Verdienstkreuz der Bundesrepublik Deutschland
- 1987: Großes Verdienstkreuz mit Stern und Schulterband der Bundesrepublik Deutschland
- 1989: Heinz Herbert Karry-Preis